# Hilarija
Hilarija je žensko osebno ime.

## Izpeljanke imena
Hilarij, Hilari

## Izvor imena
Ime Hilarija je ženska oblika imena Hilarij.

## Pogostost imena
Po podatkih Statističnega urada Republike Slovenije je bilo na dan 31. decembra 2007 v Sloveniji 36 oseb z imenom Hilarija.

## Osebni praznik
V koledarju sta 16. januarja Hilarija Carigrajska, kneginja († 5. stol.) in 12. avgusta Hilarija, nemška mučenka († 304).